# Wiatr termiczny
Wiatr termiczny – różnica wektorów prędkości wiatrów geostroficznych między dwoma poziomami ciśnienia (wysokości) wynikająca z poziomej różnicy temperatury powietrza. Nie jest to faktyczny wiatr, ale jest to użyteczna konstrukcja, która pozwala wyznaczyć w przestrzeni w której zachodzą poziome zmiany ciśnienia i temperatury.

## Wstęp

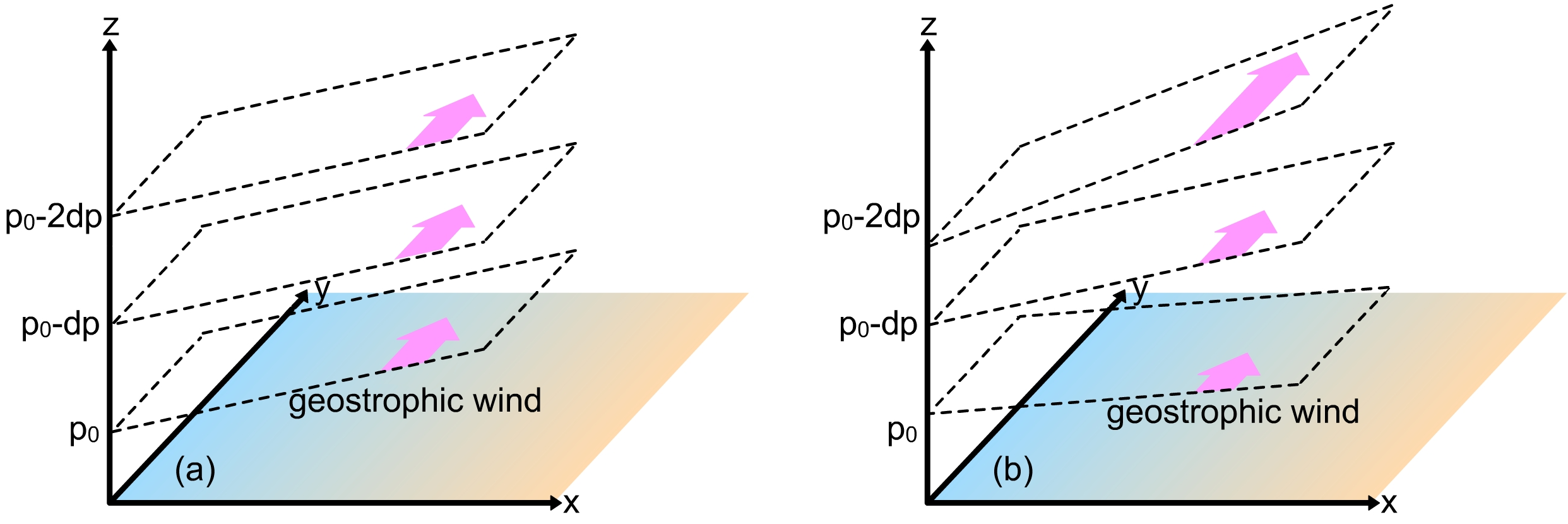
Geostroficzny wiatr na różnych poziomach izobarycznych w atmosferze barotropowej (a) i w atmosferze baroklinicznej (b). Niebieska strona powierzchni oznacza zimny region, pomarańczowy – ciepły. Ta struktura temperatury jest ograniczona do powierzchni ziemi w (a), ale rozciąga się przez powietrze w (b). Linie przerywane przedstawiają powierzchnie izobaryczne, w (a) mają jednakowe nachylenie a zwiększają nachylenie z wysokością w (b). Różowe strzałki ilustrują kierunek i prędkość poziomego wiatru. Jedynie w baroklinowej atmosferze (b) wiatr zmienia się wraz z wysokością. Taka zmiana ilustruje wiatr termiczny.

Prędkość wiatru geostroficznego jest proporcjonalna do horyzontalnego gradientu
ciśnienia. Jedną z częstych przyczyn zmian gradientu ciśnienia są niejednorodności temperatury powietrza. Zimne powietrze ma większą gęstość niż cieplejsze, dlatego w zimnym powietrzu ciśnienie maleje z wysokością szybciej
niż w powietrzu ciepłym. Oznacza to, że nachylenie powierzchni izobarycznych (gradient ciśnienia) zmienia się z wysokością, może ulec nawet odwróceniu, powoduje to zależność prędkości wiatru od wysokości, a w przypadku zmiany zwrotu gradientu wywoła odwrócenie kierunku wiatru geostroficznego.

## Analiza ilościowa
Równania ruchu w warunkach równowagi geostroficznej z uwzględnieniem zależności gęstości powietrza w równowadze hydrostatycznej od temperatury i ciśnienia mają postać, oraz równanie równowagi hydrostatycznej:
{\displaystyle {\begin{aligned}-fv&=-{\frac {R_{p}T}{p}}{\frac {\partial p}{\partial x}}=-R_{p}T{\frac {\partial (\ln p)}{\partial x}}\\fu&=-{\frac {R_{p}T}{p}}{\frac {\partial p}{\partial y}}=-R_{p}T{\frac {\partial (\ln p)}{\partial y}}\\g&=-{\frac {R_{p}T}{p}}{\frac {\partial p}{\partial z}}=-R_{p}T{\frac {\partial (\ln p)}{\partial z}}\end{aligned}}}
Wyznaczając zależność od wysokości {\displaystyle (z),} zakładając, że przyspieszenie Coriolisa jest stałe, a temperatura może zmieniać się z wysokością, jak i w poziomie:
{\displaystyle {\frac {\partial ^{2}(\ln p)}{\partial x\partial z}}={\frac {f}{R_{p}}}{\frac {\partial }{\partial z}}\left({\frac {v}{T}}\right)=-{\frac {g}{R_{p}}}{\frac {\partial }{\partial x}}\left({\frac {1}{T}}\right)}
{\displaystyle {\frac {\partial ^{2}(\ln p)}{\partial y\partial z}}={\frac {f}{R_{p}}}{\frac {\partial }{\partial z}}\left({\frac {u}{T}}\right)=-{\frac {g}{R_{p}}}{\frac {\partial }{\partial y}}\left({\frac {1}{T}}\right)}
Z tego:
{\displaystyle {\frac {\partial }{\partial z}}\left({\frac {v}{T}}\right)=-{\frac {g}{f}}{\frac {\partial }{\partial x}}\left({\frac {1}{T}}\right)}
{\displaystyle {\frac {\partial }{\partial z}}\left({\frac {u}{T}}\right)={\frac {g}{f}}{\frac {\partial }{\partial y}}\left({\frac {1}{T}}\right)}
Z pierwszego równania wynika, że zmiana temperatury w kierunku osi X powoduje, że prędkości wiatru poziomego w kierunku osi Y (v), odpowiednio z drugiego równania. Z połączenia równań wynika, że poziomy gradient temperatury powoduje zmianę prędkości wiatru w kierunku prostopadłym do poziomej zmiany temperatury. Dodatkowo prędkość tego dodatkowego wiatru zależy od wysokości. By określić prędkość wiatru w rozważanej warstwie powietrza zakłada się, że na dole warstwy składowe prędkość wiatru wynoszą {\displaystyle u_{0},} {\displaystyle v_{0},} a temperatura {\displaystyle T_{0}.} Składowe prędkości wiatru na zadanej wysokości uzyskuje się przez całkowanie:
{\displaystyle {\frac {u_{1}}{T_{1}}}={\frac {u_{0}}{T_{0}}}+{\frac {g}{f}}{\frac {\partial }{\partial y}}\int _{z_{0}}^{z_{1}}{\frac {\mathrm {d} z}{T}}}
{\displaystyle {\frac {v_{1}}{T_{1}}}={\frac {v_{0}}{T_{0}}}+{\frac {g}{f}}{\frac {\partial }{\partial x}}\int _{z_{0}}^{z_{1}}{\frac {\mathrm {d} z}{T}}}
Przyjmując, że w rozważanej pionowej warstwie temperatura jest liniowo zależna od wysokości (oznaczona {\displaystyle {\overline {T_{b}}}}), wówczas powyższe zależności można wyrazić:
{\displaystyle u_{1}={\frac {T_{1}}{T_{0}}}u_{0}-{\frac {g\Delta z}{f}}{\frac {T_{1}}{{\overline {T}}_{b}^{2}}}{\frac {\partial {{\overline {T}}_{b}}}{\partial y}}=u_{b}+u_{T}}
{\displaystyle v_{1}={\frac {T_{1}}{T_{0}}}v_{0}+{\frac {g\Delta z}{f}}{\frac {T_{1}}{{\overline {T}}_{b}^{2}}}{\frac {\partial {{\overline {T}}_{b}}}{\partial x}}=v_{b}+v_{T}}
Przy czym pierwsza składowa wiatru nosi nazwę wiatru barycznego {\displaystyle U_{b}=[u_{b},v_{b}]=a*[u_{0},v_{0}],} jest skierowana zgodnie z kierunkiem wiatru geostroficznego. Druga składowa {\displaystyle U_{T}=[u_{t},v_{t}]=b*\left[-{\frac {\partial {\overline {T}}_{b}}{\partial y}},{\frac {\partial {\overline {T}}_{b}}{\partial x}}\right]} jest prostopadła do poziomego gradientu temperatury w rozważanej warstwie powietrza, oznacza to że wieje wzdłuż izoterm i jest nazywana wiatrem termicznym. Na półkuli północnej, jeżeli obserwator jest zwrócony zgodnie z kierunkiem wiatru termicznego, to po prawej stronie jest temperatura wyższa niż po lewej.
Rzeczywisty wiatr jest sumą wiatru geostroficznego i termicznego. Gdy kierunek i zwrot gradientu ciśnienia i temperatury są takie same, to kierunek rzeczywisty wiatru nie zależy of wysokości i rośnie z wysokością. Gdy kierunki są takie same a zwroty przeciwne, to na pewnej wysokości wiatr ustaje, a powyżej wieje w przeciwnej strony. Gdy gradienty ciśnienia i temperatury są prostopadłe, to kierunek wiatru zależy od temperatury i im wyżej tym wiatr ma kierunek i wartość prędkości zbliżone do wiatru termicznego.

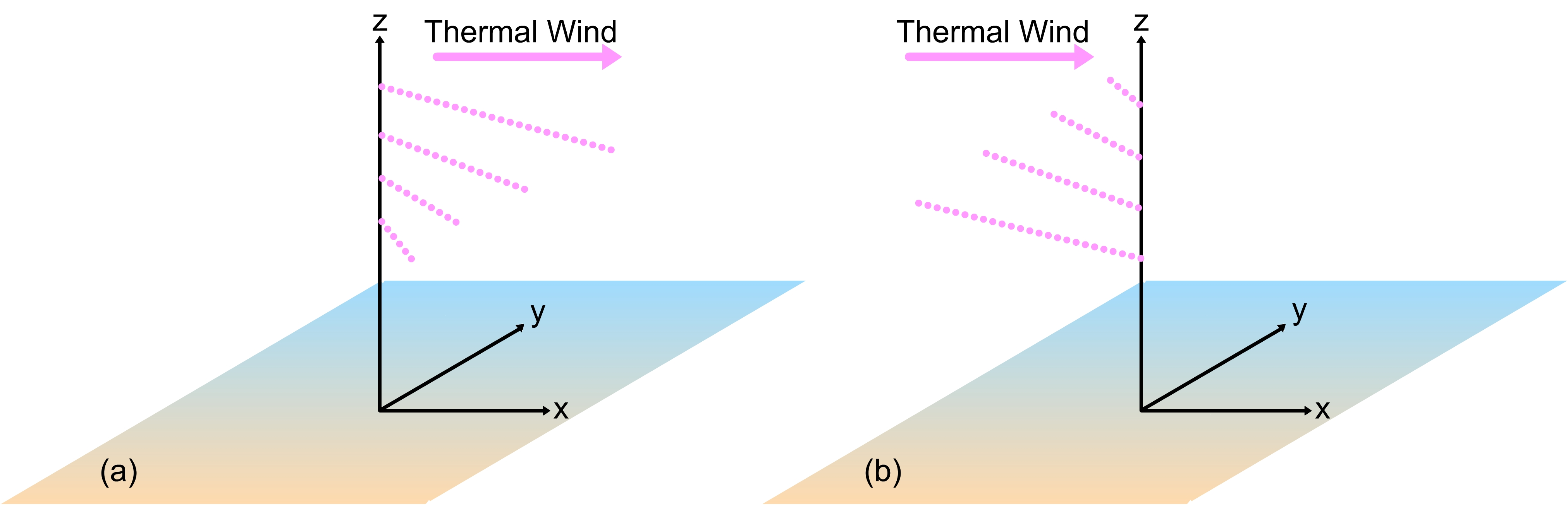
Zimna adwekcja (a) i ciepła adwekcja (b). Temperatura powietrza zmienia się wzdłuż osi X, wiatr termiczny zależny od wysokości wieje w prawo. Odcinki symbolizują kierunek i prędkość wiatru na różnych wysokościach.

## Geostroficzna adwekcja temperatury
Zmiana temperatury płynu w danym miejscu może zachodzić w wyniku ogrzewania lub oziębiania płynu w danym miejscu albo w wyniku napływu płynu o innej temperaturze. Pionowy ruch powietrza, wody w polu grawitacyjnym określany jest jako konwekcja, decydującym czynnikiem w jej przebiegu ma brak równowagi hydrostatycznej w płynie. Na ruch poziomy grawitacja nie wpływa bezpośrednio i jest on określany w meteorologii jako adwekcja. Zmiany parametrów płynu w wyniku poziomego napływu płynu określa się jako adwekcję danej wielkości. Przez adwekcję temperatury rozumie się zmianę temperatury w wyniku napływu powietrza o innej temperaturze, jeżeli zachodzi ona w warunkach równowagi geostroficznej, to określa się ją jako geostroficzną adwekcję temperatury.
Szybkość zmiany temperatury w wyniku napływu powietrza o innej temperaturze:
{\displaystyle {\frac {\partial T}{\partial t}}=-{\boldsymbol {U_{g}}}\cdot \mathrm {\nabla T} .}
Uwzględniając zależność prędkości wiatru geostroficznego od gradientu ciśnienia oraz to, że wiatr ten jest prostopadły do gradientu ciśnienia można zapisać:
{\displaystyle {\frac {\partial T}{\partial t}}=-{\frac {R_{p}T}{pf}}|\nabla p|\cdot |\nabla T|\sin \alpha ,}
gdzie: {\displaystyle \alpha } jest kątem między gradientem ciśnienia a gradientem temperatury, określanym odwrotnie do ruchu wskazówek zegara. Jeżeli kąt ten jest mniejszy od 180°, sinus kąta jest dodatni, wraz z wysokością wiatr skręca w lewo, w wyniku czego temperatura w danym miejscu maleje, zjawisko jest nazywane zimną adwekcją (ang. cold advection). Gdy kąt jest większy od 180° sinus jest ujemny, co sprawia, że przyrost temperatury jest dodatni, zachodzi ciepła adwekcja (ang. warm advection).

## Prąd strumieniowy

Cyrkulacja i strumienie (jet) w atmosferze ziemskiej.

Z powodu zależności ogrzewania Ziemi przez Słońce od szerokości geograficznej w skali globalnej występuje poziomowy gradient temperatury wzdłuż południka. W wyniku globalnej cyrkulacji powietrza na średnich szerokościach, w swobodnej atmosferze powstaje zachodni wiatr geostroficzny. Wiatr termiczny powoduje wzrost prędkości tego wiatru wraz z wysokością, aż do tropopauzy, tworząc na każdej półkuli w górnej atmosferze w pobliżu granic komórek globalnej cyrkulacji w dwa silne prądy wiatru znane jako prądy strumieniowe. Strumienie na półkuli północnej i południowej są podobne na średnich szerokościach geograficznych. Ale występują różnice wynikające z różnic rozkładu lądów na półkulach. Na półkuli północnej obserwuje się zwiększoną ilość cyklonów na wschodnich wybrzeżach Ameryki i Eurazji. Na półkuli południowej, na której jest mniej lądów średnich szerokościach geograficznych zależność prądu strumieniowego od długości geograficznej jest mniejsza.